# Zero-K
Zero-K是一个构建于Spring计划上的即时战略游戏，其命名Zero-K意思是绝对零度，废墟后完全静止的意境。主要的游戏内容在线进行，力图展现规模化（1～16人），智能，技巧型的快节奏（20~30分钟）即时战略游戏氛围。程序授权是自由开源软件，音频多用非商业非衍生的知识共享协议。

## 历史
Zero-K 项目来自 Complete Annihilation-1Faction，为 Complete Annihilation（CA）改动的单阵营版本，而后者是 Balanced Annihilation（BA）的Fork，BA又是构架于Spring之上的横扫千军衍生版本。于2010年9月起，CA1F更名为Pre-Zero-K版本，同时CA项目中止。 2011年5月的版本0.8.7，开启PlanetWars的第二阶段。

## 游戏特点
继承自横扫千军，起始单位为“指挥官”。以一定资源和一个免费工厂起步。
有简化游戏规则的举措：无装甲区分；无科技树，只有一层依赖，一切都可以从开始就建造；简化各种管理，通过设置自动AI，依据受损程度后撤并修复后返回战斗、使用战斗指令即可令单位以内设的AI智能有效战斗。
无极缩放等继承自Spring引擎的特性，广泛应用物理特性，进行地形改造、建造斜坡、平台、墙壁等；用重力武器抛出单位等。
玩家的自定义指挥官，在服务器储存，可以调用配置。
当前项目重心在于 PlanetWars，在线大规模战役系统，CA时代曾有两个版本。Zero-K 0.8.5后回归，玩家自行组建和参加联盟，以星系称霸为目的。

## 工具
Zero-K的开发者维护Spring服务器和一些工具，比如Zero-K Lobby和Rapid。介于此类工具，Zero-K更新速度为一周一个发布版本，也一直有架设测试版本的服务器。活跃开发下，游戏快速的调整和进化。
Zero-K Lobby是建立在.Net上的工具，为Zero-K设计，2013年5月Zero-K:Lobby 添加Linux支持；Mission Editor，C#编程，仅支持Windows，易于编写任务。

## 网络服务
官方游戏服务器同时是SpringRTS项目服务器，架设于欧洲，资金由维护者Licho承担。